# 山陽バス
山陽バス株式会社（さんようバスかぶしきがいしゃ）は、兵庫県神戸市垂水区を中心とした西神戸エリアで運行する事業者で、山陽電気鉄道の100%出資子会社である。本社は神戸市垂水区清水が丘二丁目10番22号。

## 沿革
- 2004年6月1日 - 株式会社神戸山陽バスとして設立[2]。本社及び本社営業所は神戸市垂水区多聞町868番地の12（現・小束山営業所）に置かれた。
- 2005年1月27日 - 山陽電気鉄道から移管された高速バス3路線（神戸 - 阿波池田・井川線、学園都市 - 徳島線、垂水 - 三宮線の一部の便）と、一部移管された貸切バス事業で営業開始[3]。
- 2006年3月15日 - 貸切バス事業すべてを山陽電気鉄道から移管[4]。
- 2007年
  - 2月7日 - 山陽電気鉄道から高速バスの淡路島方面2路線（学園都市 - 洲本線、明石海峡大橋シャトル便（高速舞子 - 岩屋ポート・道の駅あわじ・淡路夢舞台））が移管される[4]。
  - 3月31日 - 多聞団地・本多聞 - 三宮線（大門橋 - 三宮） 運行開始[4]。
  - 12月7日 - 山陽電気鉄道から高速バス・三宮-徳島線「すだち120」が移管された。これに伴い、垂水（清水が丘・舞子高校）-三宮線がすべて神戸山陽バスの運行となる。
- 2011年3月1日 - 山陽電気鉄道から残る一般バス路線などを継承、商号を山陽バス株式会社に変更。本社を神戸市垂水区清水が丘二丁目10番22号（旧・山陽電気鉄道自動車営業本部垂水営業所）に移転。
- 2016年5月1日 - バス事業を開始[注 1]してから80周年を迎える。
- 2017年4月15日 - ICOCAバス定期券を発売[5]。
- 2020年3月27日 - 公式キャラクター「垂水しみず」デビューを発表[6]。
- 2021年3月16日 - 交通系ICカードの全国相互利用に対応[7]。

## 営業所所在地
- 垂水営業所[注 2]
  - 神戸市垂水区清水が丘2丁目10番22号
- 小束山営業所
  - 神戸市垂水区多聞町868番地の12

## 概要
山陽電気鉄道自動車営業本部（通称：山陽バス）から移管された高速バス路線の運行と、貸切バス（山陽電気鉄道から貸切用車両を使用した貸切バス事業を移管）の営業を行なう神戸山陽バスとして設立された。
2011年3月1日に山陽電気鉄道のバス事業を全て引き継ぎ、社名を山陽バスに改称した。これにより、近畿地方の私鉄系のバス会社は全て分社化された。
シンボルマークは山陽バス発足当時は親会社である山陽電気鉄道の現シンボルマークが使用されていたが、2013年10月1日より2つの半円でSの字をかたどった山陽バス独自のシンボルマークが制定された。 これは緑が山、青が海、黄色が山陽バスの路線バスを表している。
広島県でバス事業を行っている「さんようバス株式会社」とは無関係である（親会社は旅客船会社の山陽商船であるが、山陽電鉄グループとは無関係である）。岡山県にも過去に同名の山陽バスと称するバス会社（山陽運輸倉庫〈2016年、日の出運輸に事業譲渡〉の傘下。1999年路線バス事業廃止、2001年貸切バス事業廃止と会社解散）が存在していたが、こちらも無関係である。
一般路線バスは、神戸市垂水区のほぼ全域と須磨区、西区の一部、明石市を営業エリアとしている。営業エリアが広いため、旧来から利用者は多い。また、2006年10月1日から明石市交通部が二見地区で運行していた路線の移譲を受け、新たに二見線として運行を開始、さらに2009年2月21日からは明石市都心部にて循環型の路線バスを運行、2012年3月17日明石市交通部廃止に伴い直前まで運行していた路線を神姫バスと当社に移管され、当社では路線通称明石線として運行する。
神戸市バスと競合の末、陸上交通事業調整法に基づき戦時買収された神明自動車（神戸バス）が前身であり、神戸市に買収されず取り残された部分が山陽電気鉄道に吸収合併され、同社のバス事業として継承された。従って、今日まで神戸市バスとの棲み分けがなされている。なお、狭隘路線が多かったため、近年まで車掌が乗務していた。すべての路線がワンマン化されたのは1997年5月3日からである。

## バス車両
一般路線車両は、多くがいすゞ製であり、夜間高速用の車両（西日本車体工業ボディ）を除き2006年ごろまですべての車両を純正車体で導入していたが、近年では三菱ふそう車や西工車体での日産ディーゼル（当時、現「UDトラックス」）車、明石市のコミュニティバスや明石市交通部から移籍してきた車両では日野車なども導入している。他に坂道の多い地理的背景からエンジンの出力が高い車両が多いことも特筆されよう。また、使用路線ごとに社番（舞子線：1000番台、名谷線：2000番台、垂水線：3000番台、中型車両：4000番台）が定められているが、車両不足及び多客時対応などで他線区で使用されることも多々ある。なお2011年9月1日より実質一般路線共通とも捉えられる5000番台の社番と、車番末尾に「A」「B」「F」「H」「I」「M」「S」「T」「U」「V」のアルファベット記号を持つ車両の導入が開始され、以降旧来の車番をもつ車両は導入されなくなった。
2012年5月より、当年3月16日に廃止になった明石市バスからの移籍車両が導入され、車番は先述通り5000番台で自社導入車両と連番となっている。導入時は名谷線で運用され、後に舞子・明石両線で運用されていたが、2020年10月までに全車山陽バスでの営業運転を引退した。なお排ガス規制エリア内で事業を行っている関係上、近年では車両の延命を図るため排ガス浄化装置(DPF)を搭載した車両も存在し、当初は特定輸送用に転用された一般車でのみ改造が施工されていたが、最近では一般路線に供される車両や高速路線車にも行われるようになっていた。これらは2017年をもって全廃された。
これまでは排ガス規制の関係上12,3年で運用離脱し、新車と入れ替えられていたが、先述のように車両の延命を図るため排ガス浄化装置(DPF)を搭載されている仕様で15年以上営業運行を続けている車両もあったが、2017年にKL- 以降の車両に統一された。
一般乗合路線の運行離脱後、他社への移籍車両については、長野県のアルピコ交通や北海道の北海道中央バスなどに多数の車両が移籍している。また一部の車両は、近隣企業の特定輸送用に転用されている。
行き先表示は、1984年から2000年前半まで導入された車両は全車方向幕式で、前、側面、後部すべて同じ内容の表示であった。
1977年頃までの方向幕は、当時の11系統を例に□垂水東口⇔木工センターと表示されていた。
車両のバリアフリー化としては1997年、4000番台のワンステップバス導入を皮切りに、続いて2000年にノンステップバス導入が開始され、2016年10月末で全車完了した。それに伴い1999年を最後に従来のツーステップバスの導入を終了した。
2000年後半以降導入の車両からLED表示に変わり、側面の行き先表示の下部に経由バス停が表記されるようになり、一部を除く1995年以降に導入された車両に更新工事と併せてLED表示機に換装された。
側面表示機上段は始発停留所の場合、「 このバスは、○系統 ○○ 経由 ○○ 行です。」と文字が流れる。なお側面に表示されているバス停を出発後、車内放送が流されると、該当する停留所名の表示が消える仕組みになっている。
後部の行き先表示は、ドア開時、「 乗降中」「（行き先）」が交互に表示され、ドアが閉まり発車する時は後部は、「 バスが出ます・ご協力ください」と3秒程度表示され、行き先の表示に変わる。
特に後部の行き先表示では横2列で文字が表示できない。そのため5系統の表示を例に挙げると、 5 掖済会・上高丸 垂水駅 または、 5 上高丸・掖済会 名谷駅 の様に省略されて表示されている。
2020年3月頃より、行先表示の更新が行われ、側面表示機では一部の系統で始発バス停名の表示が無くなり、経由バス停と終点のみの表示に変更されている。また、前面と後部の行先表記も一部の系統で変更されている。
高速路線車両ではその大半が、山陽電気鉄道から引き継いだ車両であり、いすゞ自動車製や三菱ふそう製が主であるが、神戸山陽バス時代には日野自動車製も導入されており、分社後も引き続き日野、いすゞ、三菱ふそう製の車両を導入している。社番は7000番台となっており、シティバス立川からの移籍車も存在する。塗装は山陽電気鉄道から引き継いだグリーンの塗装になっており、基本的に貸切車、路線車問わずこの塗装である。またヴィッセル神戸のデザインになった車両があり、主にヴィッセル神戸のチームバスとして利用されている。また貸切車は8000番台の社番が付与され、一部の車両は専門学校の送迎用に特別の塗装になったものもある。
かつての路線車は濃緑と白のツートーンに塗られていたが、1984年より現在の黄色基調の塗装に変更された。これは、当時のいすゞのカタログに掲載されていた車両の塗装をそのまま流用したとされている。2016年には創業80周年を記念して、6000系電車と同じ塗装の特別仕様車が走っている。

### 車番について
各番台とも新車導入からおよそ10年で施工される車両の延命を図る中間更新工事や車体の再塗装などにより、車番末尾にアルファベット記号を持つ車両が存在している。
2011年から現在まで、5000番台の車両の導入が続いているが、2023年末に車番が6000番代の車両が新たに導入され、1000～3000番台の車両は2010年を最後に導入されなくなっている。
| 番台      | 主な使用線区                                     | 主な使用系統                                                      | 車両メーカー                        | 特記事項 |
| --------- | ------------------------------------------------ | ----------------------------------------------------------------- | ----------------------------------- | --- |
| 1000      | 舞子線（一部垂水線・名谷線）                     | 48・50-56・59・161・191                                           | いすゞ UDトラックス                 | 55系統の神陵台以北は多区間対応車限定。 他線区からの転用を含めライタグを搭載した車両が存在する。 一部の車両は特定輸送用に転用されている。 |
| 2000      | 垂水線・名谷線（一部舞子線・明石線）             | 2 - 5・7 - 9・11 - 15・特15・22・23・48・60 - 64                  | いすゞ UDトラックス 三菱ふそう      | 一部のノンステップバスは舞子線で、一部のワンステップバスは明石線で使用。営業運行を外れた車両は特定輸送に転用。 一部ライタグを搭載した車両が存在する。 |
| 3000      | 垂水線・名谷線                                   | 2 - 5・7 - 9・11 - 15・特15・22・23・48                           | いすゞ UDトラックス                 | 全車ライタグ搭載。 過去には3000番台を名乗りながらライタグを搭載していなかった車両も存在していた。 |
| 4000      | 舞子線・垂水線・名谷線・明石線・二見線・Tacoバス | 1・2・6・9・10・S15・24・30・57・59 - 64・70 - 72・明石市Tacoバス | いすゞ 日野                         | 狭路を走行可能な中型・小型車両のみで構成されている。 入出庫を兼ね、2・9系統の運用にも就く。 70・71・72系統（二見線）の運用は整理券対応車両限定。 日野車は、明石市Tacoバス専用の装飾が施された車両。 2012年9月に、一部の車両が明石線に転用されている。                                                                                              |
| 5000/6000 | 狭小路線を除く一般路線全線                       | 1・6・10・24・30・57以外                                          | いすゞ 三菱ふそう UDトラックス 日野 | 山陽バス分社後に導入された車両に付番されている。 車両によってそれぞれ運用線区は固定されているが、社番自体は全線共通のものとなっている。 2012年9月より、一部の車両が二見線に転用されている。 2016年6月、バス営業開始80周年記念の一環として、山陽電気鉄道6000系電車と同じ塗色のバス車両が運行されている。2023年式車両からLED表示が白色になっている。 |
| 7000      | 全高速バス路線                                   |                                                                   | いすゞ 三菱ふそう 日野              | 車番の区別はないが、トイレ付車両、夜間高速路線車も含まれる。 一部改番されずに貸切転用された車両が存在する。 |
| 8000      | 貸切輸送                                         |                                                                   | いすゞ 三菱ふそう 日野              | 車番の区別はないが、中型車、企業輸送（特定輸送）車も含まれる。 なお、青陽西養護学校のスクールバスとして導入された車両が存在する。 |

## 定期券
- 山陽バスでは4種類の定期券がある。
  - 山陽電気鉄道・山陽垂水駅、JR舞子駅前の定期券発売所と神戸市営地下鉄名谷駅の神戸市バス定期券発売所で購入できる[注 15]。かつて「山陽バス　名谷サービスセンター」[注 16]で発売されていた。
  - 鉄道・バス連絡定期券は、垂水・名谷線と接続する山陽垂水駅の発売所のみで発売されている[注 17]が、山陽電気鉄道限定のみ発行されている。JR線・神戸市営地下鉄との連絡定期券[注 18]は発行されていない。
  - 二見線の定期券は山陽電気鉄道　明石駅、東二見駅、高砂駅[注 19]の定期券発売所で発売されていた。
  - 明石線（60～66系統）の定期券は神姫バスが発券している。
- ICOCA定期券も併せて発売されている。
- 山陽バスで発行されたICOCA定期券で、表示区間外の路線、他社のバス、鉄道を利用した場合は、ICカードと認識され料金が差し引かれる。他社のバスや鉄道で発行されたICOCA定期券を使用するにはチャージする必要がある。
- 2021年末で連絡定期券を除く磁気式定期券の発売が終了。

### エリア1定期券
エリア1定期券とは、垂水線・名谷線共通定期券の総称である。
この定期券は、垂水線と名谷線の路線で使用可能であるが、神戸市バス担当の15・57・59系統では使用できない。また東垂水線（57系統）は垂水東口-千鳥が丘下の区間のみ、塩屋北町線（30系統）では垂水東口-美山台の区間のみ使用可能。
59系統と2015年開業の6系統は垂水駅-細道下の区間のみ使用可能。
舞子線では、名谷線と重複している垂水警察署前・舞子高校前-学園都市駅前の区間、および垂水線と重複している垂水駅-星陵高校前の区間内の山陽バスに限り使用可能である。
この定期券で2023年3月末までは、48系統を利用した場合、星陵高校前⇔舞子高校前の区間は、舞子線のエリアになるため、エリア1の磁気式定期券は無効になるが、ICOCA定期券を使用していれば、運転士に乗車停留所を申告してICリーダーにタッチする必要があった。2023年4月からは48・59系統が、2025年4月から7系統が全線でエリア1定期券が利用可能になる。

### 15系統定期券
15系統定期券とは、山陽バス15系統・特15系統及びS15系統、神戸市バス15系統専用定期券である。路線の重複している他系統の山陽バス及び神戸市バスでは使用できない。

### 48・171系統定期券
48・171系統定期券とは、山陽バス48系統及び神戸市バス171系統専用の定期券である。
路線の重複している51系統は星陵高校前以北、53系統は舞子高校前以北、121系統は液済会病院前以北、56系統は小束山6丁目以北、161系統は舞多聞口以北のみの区間で使用可能である。但し、一部重複している5・11・14系統では使用できない。

### 53系統定期券
53系統定期券とは、舞子線・朝霧線共通定期券の総称である。
2012年3月31日までは、系統ごとに定期券が発行されていたが、2012年4月1日から53系統に統一されるようになった。
48・51・54・59・171系統では山陽バスエリア１定期券に干渉しない一部の区間のみ使用可能である。
朝霧駅を発着する神戸市バス単独路線の58系統でも使用できるが、55系統と同様に伊川谷高校前まで有効である。
明石線60・62系統では「朝霧駅」⇔「明舞北センター」の区間内、65・66系統は「明舞センター」⇔「明舞北センター」の区間のみ有効。

### 環境（エコ）定期券制度
環境（エコ）定期券制度とは、地球温暖化防止のためにマイカー利用を控え、公共交通機関の利用を呼びかける目的で導入された、土曜・日曜・祝日、盆休み、年末年始にバスを利用した時に適用される割引制度である。制度は通勤定期券にのみ適用され、通学定期券及び福祉乗車証等では適用されない。また高速路線や明石市コミュニティバスはこの制度は適用されない。
下車時、運転士に「エコ定期です。家族○人です。」と申告して定期券を提示すると家族分の料金は、大人100円、子供50円となる。
舞子線など神戸市バスとの共用路線でも適用される。なお、地下鉄を含む神戸市交通局の「エコファミリー制度」（大人1人につき、小学生以下の子供2名は無料になる制度）と混同されやすいが山陽バスでは2016年4月より「特15系統」と2017年4月から神戸市バスとの共用路線である57系統、2021年4月よりS15系統、2023年5月から15系統（奥畑経由）も「エコファミリー制度」が適用されるようになった。

## バスカード・ICカード乗車券

### 山陽バスカード
2004年4月3日より、「山陽バスカード」が導入され、「1000円」「2000円」「4000円」「こども用1000円」「昼間専用1000円」「昼間専用2000円」の設定がある。このカードは、神戸市バスの路線のうち、垂水区内の路線（50 - 59・121・161・171系統）と名谷駅を発着している路線（15・70・73・74・76 - 79・83・84・120系統）でも使用できる。なお高速路線と明石市Tacoバス、神姫バスでは使用できない。
山陽バスでは神戸市バスカードも使用できるが、交通局発行の「昼間専用4000円」バスカードとバス・地下鉄共通の「NEW Uラインカード」は使用できない。過去に明石市交通部が発行していた「のり鯛カード」は朝霧駅を発着する路線（50・52・55系統）と明石線・二見線で2013年3月31日まで使用することができた。
2021年6月30日をもって発売を終了し、2022年3月31日に利用終了。

### ICカード乗車券
山陽バスの親会社である山陽電気鉄道の路線に導入されていたPiTaPaが、2009年4月1日より一般バス路線にも導入された（明石市コミュニティバス「Tacoバス」は除く）。これに伴いPiTaPa利用者を対象に事前登録不要の「利用額割引」（月間利用額1000円超過の場合割引対象）、および事前登録を必要とする「登録型割引」（エリア1プラン・二見線プランの2種類）の2種類の割引制度が導入された。また同時に、二見線以外の路線では神戸市敬老パスをタッチすれば50円の運賃が自動的に徴収されるようになった。
2021年3月15日まで全国相互利用サービスに参加しておらず、PiTaPaとICOCA以外のICカード乗車券は使用できなかったが、翌16日より全国相互利用サービスに対応し、PiTaPaとICOCA以外のICカード乗車券が使用できるようになった。また、同年4月1日より神戸市バスと共通でICOCAによるバスポイントサービスも開始された。

### 過去に発売された企画乗車券
Sun! Sun! サンヨーパス
おもに3連休などの大型連休に使用できる企画乗車券で、二見線と高速路線以外の全線の山陽バス運行便に使用でき、提携の店舗での割引等のサービスを受けることができる。
大人用のみ500円で、乗車券1枚につき大人1人と引率している小児（小学生以下）2人が利用できる。紙式乗車券なので定期券と同様、カードリーダーに通さずに運転士に提示する。
なお2015年1月版を以て、販売と企画は終了した。

## 現行路線
- 2010年までは山陽電気鉄道時代に開業した路線である。2011年以降は分社後に開業した路線である。

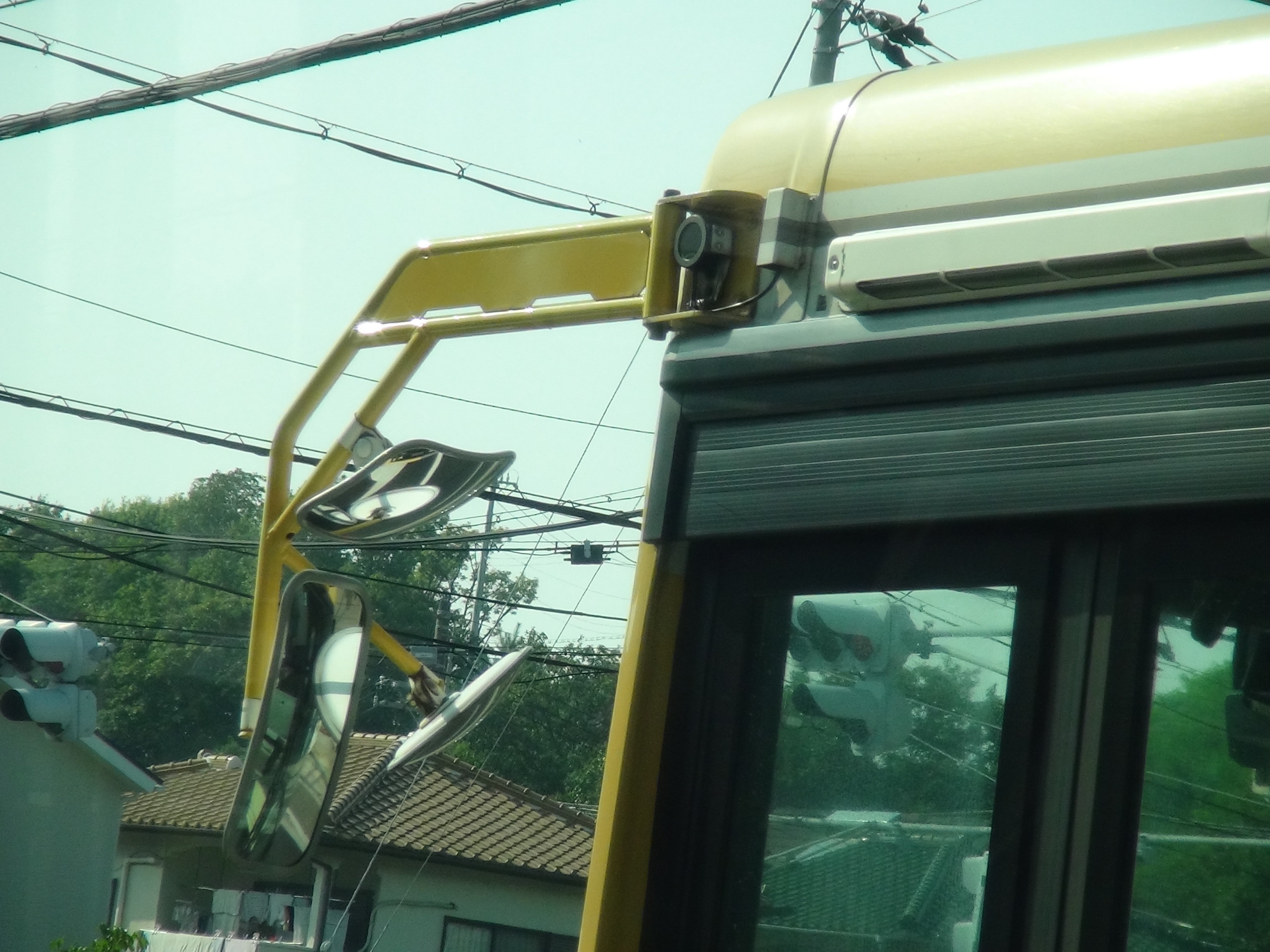
ライタグの設置例（ミラーの付け根部）

- 系統番号はおおむね1977年から1978年頃に付与された。
- 4・5系統の団地北-ゴルフ場にはバスが互いにすれ違えないような狭路があるため、ノンステップバスの一部・2000番台車の一部と3000番台車にライタグと呼ばれる信号発信機（右写真）が取り付けられてあり、その電波を受信し地上にある信号表示器が通行が可か否か表示する、いわゆる交互通行信号が設置されている。
- 山陽アドに記載の路線図[12]では48・59系統は垂水線と区別されているがこれは誤りである[要検証 – ノート]。
- 14系統の終点及び48,51,53系統の舞子高校前停留所の付近には、名称の由来である舞子高校はなく、高校そのものは隣の「多聞東小学校前」の南側に位置する。

### 垂水線
垂水線は、主に垂水駅を起点に上高丸団地、清水が丘方面を結ぶ路線である。
1系統・6系統は4000番台、2・4・5・7・8系統は、2000/3000番台・5000番台の車両を中心に運行されている。
| 系統 | 開通時期  | 起点   | 経由地 （側面表示機準拠）                                                      | 終点     | 特記事項 その他 | 行き先表示 |
| ---- | --------- | ------ | ------------------------------------------------------------------------------ | -------- | --- | --- |
| 1    | 1956年    | 垂水駅 | 霞ヶ丘 歌敷山                                                                  | 垂水駅   | 循環系統。 超狭隘区間が存在するため使用車両が4000番台車に限定されている。 1997年5月までツーマン運行が行われていた。 かつて「歌敷山中学校前」は「高ヶ平」、「愛徳学園前」は「学園前」、「霞ヶ丘５丁目」は「市場前」と称していた。「五色塚古墳前」は2025年まで「霞ヶ丘交番前」、2004年ごろまで「霞ヶ丘交番所前」と称していた。 | - 1 歌敷山中学校前 - 1 歌敷中 垂水駅 - 1 垂水駅 |
| 2    | 1963年頃? | 垂水駅 | 旭が丘 星陵高校前 （商大筋経由）                                               | 清水が丘 | 1997年頃までツーマン運行。 なお清水が丘行きのみ星陵高校前停留所は星陵台中学校前交差点の手前と通過後の2回停車する。 そのため車内放送ではそれぞれ「次は 商大筋の星陵高校前」、「続いて 星陵高校前」と放送される。 かつて「星陵高校前」は「商大前」、「千代が丘」は「商大下」と称していた。 2025年4月のダイヤ改正で交差点側のバス停名称を「星陵台中学校前」に改称した。 垂水駅→商大前、垂水駅→舞子墓園前の区間便が存在していた。 一部中型車での運行がある。 | - 2 清水が丘 - 2 垂水駅 |
| 4    | 1966年    | 垂水駅 | 旭が丘 上高丸団地 ゴルフ場 潮見が丘1丁目                                       | 清水が丘 | 一部に難離合区間があるため、使用車両がライタグ搭載車に限定される。 本多聞介護センター前→垂水駅の運行が2006年から開始された。 2016年4月より一部の便を舞子陵を経由する8系統として運行される。 右記のように区間運行が多く設定されている。 | - 4 上高丸団地（止り） - 4 垂水駅 - 4 上高丸団地 ゴルフ場 - 4 上高丸団地 潮見が丘1（止り） - 4 上高丸団地 清水が丘 - 4 上高丸団地 垂水駅                      |
| 5    | 2001年    | 垂水駅 | 上高丸団地 掖済会病院前 学が丘 神和台口 奥畑                                   | 名谷駅   | 一部に難離合区間があるため、使用車両がライタグ搭載車に限定される。 垂水区内の往復路線の中では、最長運行距離 (11.5km)・時間（42分）。 開設当初は垂水駅-掖済会病院前の運行。 走行距離が長いため道路事情などで遅延が非常に生じやすい系統である。 2025年4月より平日のみの運行となる。 | - 5 掖済会病院 上高丸団地 垂水駅 - 5 上高丸団地 垂水駅 - 5 垂水駅 - 5 上高丸団地 掖済会病院 名谷駅 - 5 掖済会病院 名谷駅 - 5 名谷駅 - 5 上高丸団地 掖済会病院 |
| 6    | 2015年    | 垂水駅 | 旭が丘 星陵台 北舞子4丁目 舞子地域福祉センター 北舞子4丁目 星陵台              | 垂水駅   | 2015年2月開業の循環路線。超狭隘区間が存在するため使用車両が小型車に限定されている。便数は1本/1h 始発便は「舞子小学校正門前」8：30始発、終便は垂水駅18：05発「西舞子交番前」止まりになっている。 2025年4月より仲田・旭が丘・垂水中学校前の各停留所は通過する。 | - 6 西舞子 - 6 垂水駅 |
| 7    | 2015年    | 垂水駅 | 旭が丘 星陵高校前 本多聞6丁目 掖済会病院前 本多聞4丁目 多聞団地センター 多聞台 | 垂水駅   | 2015年7月開業の循環路線。運行距離13.2km（2017年3月まで循環路線では最長運行）。多聞団地内は時計周りに片道運行。便数12本。平日、土曜休日共通で1時間に1本の割合で運行。但し3本は「多聞台」止まり。2020年4月のダイヤ改正から垂水駅行きは旧道・千代が丘経由にルート変更。 | - 7 掖済会病院垂水駅 - 7 掖済会病院多聞台 - 7 多聞台 |
| 8    | 2016年    | 垂水駅 | 旭が丘 上高丸団地 星陵高校前 舞子陵 舞子陵西                                   | 清水が丘 | 2016年4月開業。運行距離7.1km。舞子墓園・清水が丘1丁目舞子陵を経由して舞子陵西で折り返し、清水が丘1丁目・舞子墓園からは4系統と同じ経路で運行する。便数清水が丘行12本、垂水駅行平日13本・土日祝11本。概ね1時間に1本の割合で運行。 | - 8 舞子陵西 上高丸垂水駅 - 8 上高丸 舞子陵西清水が丘 |

名谷線
公式サイトでは垂水線の一部としているが、便宜上名谷線とする。
名谷線は、主に垂水東口を起点とする、名谷駅、学園都市、つつじが丘方面を結ぶ路線である。
14・15・特15・S15系統は名谷駅を発着としている。
15・特15・S15・57系統は神戸市バスと共同運行である。
30系統は通称塩屋北町線としている。
2000/5000番台の車両を中心に運行されている。
| 系統 | 開通時期 | 起点       | 経由地 （側面表示機準拠）                       | 終点                                | 特記事項 その他 | 行先表示 |
| ---- | -------- | ---------- | ----------------------------------------------- | ----------------------------------- | --- | --- |
| 10   | 1953年   | 垂水東口   | 高丸                                            | 上千鳥                              | 山陽バス最短距離路線 (2.4km) 基本的に中型車両（4000番台）限定運用であるが、間合い運用や代走として舞子線や名谷線の車両で運行される便がある。 1990年ころまで、「ゴルフ場」発・「桜小路」経由・「垂水東口」着および、「垂水鈴木橋」発・「桜小路」経由・「ゴルフ場」着の系統が一日一本ずつ存在した。 1994年頃までツーマン運行。 1995年までは「垂水鈴木橋」発・「垂水東口」着、2000年まで「垂水鈴木橋」発着に変更されていた時期もあり。 1986年頃まで「神田町（廃止）」発の時期もあった。 かつて「千鳥が丘1丁目」は「汐見ケ丘」と言う名称であったが、4・5系統に存在する「潮見が丘１丁目」と混同される為、変更になった。 | - 10 垂水東口 - 10 上千鳥                                                                                   |
| 11   | 1965年   | 垂水東口   | 堀割 中山 学が丘                                | 学園都市駅前                        | 開通時の終点は「東多聞」。1967年に「木工センター」、1981年頃に「学が丘」、1985年に「学園都市駅」まで延伸。 1990年代前半まで、現在は旧道の「名谷小学校前」「中山」を経路に運行されていた。1996年～1998年頃に道路新設・改良に伴い、現在の経路になった。 東名谷→学園都市駅の便が早朝に、学園都市駅→東名谷の便が22時台に運行されていたが、2025年4月現在、東名谷止りの便は休止している。。 なお学園都市駅→学が丘の便が最終便としてされているが、行き先LEDは14 学が丘（止り） で、終点学が丘着車場所が通常とは異なり、垂水警察署交差点手前に着車する。ダイヤ設定上は11系統、LED表示上は14系統と特殊な運行である。 2009年ダイヤ改正までは垂水東口→学が丘の便が平日の1時間あたり概ね1本運行されていたが、2011年3月のダイヤ改正において、夜間帯のみの運行となったが、2019年4月のダイヤ改正で昼間や午後の運行が復活。 かつて「中山西口」は「若葉学園前」と称していた。 2015年7月のダイヤ改正で23系統の一部の便が、掖済会病院前発垂水東口行きとなり、当系統と学が丘→中山西口の区間が重複するため、誤乗しないように系統番号と側面表示機の経由バス停の確認と、車内放送に注意する必要がある。 | - 11 学園都市駅 - 11 垂水東口 - 11 学が丘 - 11 東名谷（止り）                                               |
| 12   | 1948年   | 垂水東口   | 堀割 中山 奥畑                                  | 名谷駅                              | 1980年3月19日、名谷駅まで延伸。「神戸医療センター下」は、運行が名谷駅まで延伸された1980年当時は「西落合5丁目」と称されており、1982年春に「国立病院下」に、2004年に現在の停留所名に変更された。 早朝に奥畑→垂水東口の便が運行されている。 | - 12 名谷駅 - 12 垂水東口                                                                                   |
| 13   | 1986年   | 垂水東口   | 滑（なめら） つつじが丘                         | 名谷駅                              | 当初は12系統の補完目的で名谷小学校（新道）経由で運行されていた。2005年7月につつじが丘経由に経路変更。 方向幕の頃 13 新道 経由 名谷駅→現在（右記）のようにと変遷した。 つつじが丘→名谷駅の便が1日数本運行されている。 | - 13 なめら つつじが丘 名谷駅 - 後部13 名谷駅 - 13 つつじが丘 なめら 垂水東口 - 後部13 垂水東口 - 13 名谷駅 |
| 14   | 1981年   | 名谷駅     | 神和台口 中山                                   | 学が丘 学園都市駅前 舞子高校前      | 学園都市駅→名谷駅は平日18時台に1本、名谷駅→学園都市駅は平日朝と夕方の4本のみの運行。 名谷駅-学が丘の運行が主流。名谷駅-舞子高校前は1本/h。 2012年7月7日より舞子高校前行きの終点が舞子高校前バスロータリー内に変更された。方向幕や停留所の案内に変更はないが車内放送においては、車内放送にロータリーに着車する旨のアナウンスが追加されている。 右記の14 学が丘（止り） の表記は、学園都市駅発の11系統最終便のみ表示される。 2018年4月のダイヤ改正で学園都市駅→名谷駅の便、及び最終便の学が丘止まりの便が一時休止した。 | - 14 学園都市駅 - 14 名谷駅 - 14 舞子高校前 - 14 学が丘 - 14 学が丘（止り）                                 |
| 15   | 1980年   | 名谷駅     | 奥畑 滑 桃山台                                  | 青山台                              | 開通時、名谷駅-桃山台で山陽バス単独で運行開始した（開通当時は「つつじが丘3丁目」バス停は設置されていなかった。）。 神戸市バスとの共同運行開始は1981年12月12日、当時は神戸市バスが15系統、山陽バスが13系統を名乗っており系統番号が統一されたのは1982年頃である。 1986年6月に青山台まで延伸された。 開通当初は、中山（旧道）を経由して運行され、1986年6月2日「新道」経由に変更された。 桃山台→名谷駅の便が山陽バスにて朝ラッシュ時に運行されている。 北須磨高校を経由するダイヤ、及び神戸医療センターを経由するダイヤは前者が神戸市バス、後者が山陽バスというようにそれぞれ固定されていたが、2016年4月のダイヤ改正より神戸市バスの一部の便を、山陽バスに移官となり、下記の特15系統として開通時の中山（旧道）と神戸市バスの北須磨高校前を経由するようになる。 | - 15 桃山台 奥畑 名谷駅 - 15 名谷駅 - 15 奥畑 名谷駅 - 15 奥畑 桃山台 青山台 - 15 青山台                    |
| 特15 | 2016年   | 名谷駅     | 北須磨高校前 中山（旧道） 桃山台                | 青山台                              | | - 特15青山台 - 特15名谷駅                                                                                   |
| S15  | 2021年   | 名谷駅     | 北須磨高校前 神和台 名谷小学校前（新道） 桃山台 | 青山台                              | 特15系統の一部ダイヤを経路を変更して運行。特15系統は旧道を経由するのに対し、S15系統は新道を経由する。名谷駅行きは新道の「神和台口」バス停を発車すると一旦、旧道の「神和台口」（12系統垂水東口方面の乗り場）を経由、ここから神和台団地内の「神和台3丁目」、「神和台南公園前」、「神和台1丁目」と反時計回りで一周する。青山台行きは旧道の「神和台口」から神和台団地内を経由してから新道の「神和台口」に停車する。車両は4000番台で運行。 | |
| 22   | 1986年   | つつじが丘 | 桃山台 堀割                                     | 垂水東口                            | 朝ラッシュ時垂水東口行のみ運行。 23系統が、7時台は桃山台南口始発になるため、その間のつつじが丘～桃山台南口の乗客カバーのために23系統の増強路線として設定された。 逆ルートの運行はない。 行き先表示が方向幕の頃の表示は、 22 桃山台 経由垂水東口 であり、「堀割」の表示は無かった。 | - 22 堀割 垂水東口                                                                                          |
| 23   | 1986年   | 垂水東口   | 青山台 桃山台                                   | つつじが丘 掖済会病院前（一部のみ） | 開通時は垂水鈴木橋-掘割-青山台折り返し-桃山台南口-桃山台-つつじが丘で運行されていた。（当時青山台停留所は約100ｍ西側の交番前付近にあった。） 朝ラッシュ時は、桃山台南口→垂水東口で運行。この時間帯、つつじが丘→桃山台南口は22系統がカバーしている。現在では逆ルートの垂水東口→桃山台南口の便の設定はない。 2015年7月より一部の便が中山・学が丘を経由して掖済会病院前まで延伸された。 延伸される便数は平日6本（垂水東口→掖済会病院前3本、掖済会病院前→垂水東口3本）のみで、それ以外はすべてつつじが丘始発・終点。 さらに2018年4月ダイヤ改正で垂水東口→学が丘の便が新設された。 学が丘→中山西口の区間で乗車する場合、重複する11系統と誤乗しないように、系統番号と側面表示機の経由バス停の確認と車内放送に注意する必要がある。 | - 23 桃山台 青山台 垂水東口 - 23 青山台 垂水東口 - 23 青山台 桃山台 つつじが丘 - 23 掖済会病院前            |
| 30   | 2004年   | 垂水東口   | 美山台 塩屋北町 朝谷西公園                      | 垂水東口                            | 循環路線。 2017年3月まで鉄道駅との接続がなかったが、24系統と同時に同年4月より垂水東口を起終点に変更となった。 松風台から垂水東口までの経路は24系統の「青山台7丁目」、23系統の「美山台」（垂水方面のみ停車）「福田小学校前」を経由し、「千鳥が丘下」から終点「垂水東口」まで途中停車しない。 運賃は100円だったが垂水東口延伸により他系統と同料金大人210円・小児110円に変更。 エリア１定期券は利用できない。バスカードは2017年4月より使用可能になる。 平日のみの運行であったが、2011年12月26日のダイヤ改正より土休日も運行されるようになり、同時に路線延伸。塩屋北小学校より先、朝谷西公園・朝谷東公園を経由するルートとなる。 向井バス停は、神戸市バス72系統と共用、開業当初は通過していた。 「柏台」バス停が2017年4月新設。 中型車両（4000番台）限定運用。 垂水東口乗り場は10・24・57系統と共用。 | - 30 松風台 - 30 垂水東口 - 30 塩屋北町循環                                                                 |
| 57   | 2007年   | 垂水東口   | 王居殿 青山台                                   | 垂水東口                            | 循環路線。2014年4月より共同運行。 神戸市バスによって開業した路線。 神戸市バス単独路線時代は、青山台ー塩屋大谷ー垂水東中学校前ー王居殿ー乙木1丁目ー垂水東口ー青山台ー垂水東中学校前をルートする変則循環路線であった。 7時～19時の運行で概ね1時間に1本であったが、2014年4月以降は神戸市バスは7～9時台の3本（1本は青山台始発）と昼間3本のみの運行となり、残りの時間帯は山陽バスが運行する。 共同運行化に伴い山陽バスの垂水東口ターミナルに神戸市バスが初めて乗り入れる。 垂水東口ー千鳥が丘下（2014年3月までは乙木1丁目）まで途中のバス停（水道橋・野田通・クラブ前）には停車しない。 青山台ー垂水東中学校前の区間は道路幅が狭い箇所があるため片道一方運行。車両は中型車両が使用されている。 23系統との誤乗防止のため、垂水東口乗り場は10系統乗り場と統合されている。 | - 57 垂水東口 - 57 垂水東中学校前                                                                           |

- 11・12系統は、1969年頃にワンマン化され、1975年頃まで早朝、夜間の時間帯はツーマンで運転されていた。
- 1950年～60年代には垂水線の1系統の一部と10系統が一つの路線と運行されていた時期もあった。「神田町」⇔「五色山口」間に「郵便局前」と称するバス停[注 49]が設置されていた。[注 50]
- 1976年頃から（10系統は1996年頃？、24・30系統を除くその他の系統は開通時から）2000年頃まで、「前乗り、先払い」の料金先払い方式であった。
- 「垂水東口」バス停は1995年1月17日の阪神淡路大震災までは、現在の場所（レバンテ垂水）より、北側の狭い片側1車線の道路沿いにあった（開通時「垂水関電前」[注 51]というバス停名だった）。

1974年春頃に現バス停名に改称、北行きの10系統「神田町」乗り場は当時「（通称）地蔵前」と呼ばれていた。
経路は途中の「クラブ前」から10系統のルートに入り、「高丸」、「八幡裏」、「八幡前（このバス停は、震災後のルート変更で廃止）」を経由して運行されていた（「クラブ前」から「旧・垂水東口」は片道運行、「旧・垂水東口」から「水道橋」「野田通」を経由して元の道を北へ通っていた）。
「八幡前」から狭い直線道路を南下して、狭いT字路を左折して「旧・垂水東口」に到着。1980年頃から車両が長くなり、左折するのに非常に困難な状況が続いていた。
震災後から、現在の「野田通」「水道橋」を経由して、当時の23系統の起点「垂水鈴木橋」を仮の発着地として運行を再開した。1995年春に垂水区役所北側に乗り場が移設され（現在は降車専用）、2000年に現在の場所に変更された。
- 「神和台口」バス停は1978年頃、「向陽2丁目」バス停は1985年頃、「あみだ堂」バス停は1990年頃に設置された。
- 「クラブ前」バス停の名称由来は、当時現存していた公民館のような建物が付近にあったところから来ている。
- 乗降方式が「前乗り」だった頃、 須磨区内は神戸市バスのエリアであるため[注 52]、12-15系統は1982年頃から、「国立病院下（現・神戸医療センター下）」、「名谷駅」で乗降する場合は、神戸市バスの料金が適用されるため、乗車時、運転士に下車停留所を申告して料金を支払っていた。当時、神戸市バスでは数年ごとに値上げが実施されていたため、料金に10円-20円の差があった。
- 沿線には、神戸淡路鳴門自動車道、垂水インターチェンジ、第二神明道路、名谷インターチェンジがあり、土曜、日曜、祝日、ゴールデンウイーク、盆休み期間、年末年始は行楽地や商業施設に向かう乗用車やトラックなどで周辺道路が大渋滞になることがあり、バス運行に大幅な遅延が生じている。

#### 15系統について
- 15系統は、当初は山陽バス単独路線であったが、1981年12月に神戸市バスと共同運行となり、数か月間、山陽は 13  名谷駅、神戸市バスは、 15  名谷駅 （北須磨高校回り） 、と表示され、2つの系統で運行されていた。

1982年春頃に系統番号が統一され、2000年頃までは、山陽バスが「前乗り、後ろ降り」、神戸市バスは「後ろ乗り、前降り」と乗降方式が異なっていた（当時担当していた、垂水営業所所属車は乗り間違いを防ぐため、2000年頃まで車両前部に後乗りの表示板を付けていた。）。
現在の行先表示は、山陽は「 15 桃山台 奥畑 名谷駅 、 15 奥畑 桃山台  青山台  （奥畑、桃山台は横2列で表示）」（方向幕の頃は 経由 の文字が縦書きで書かれていた。LED表示になってから「経由」の文字が省略されている）、神戸市バスは、「15 名谷駅 15 青山台 」 行先の下に、「 （北須磨高校回り）」、「 （菅の台7丁目回り）」と小さく経由地が表示される。
2016年に、旧道「中山」、「北須磨高校前」を経由する特15系統が開業し3ルートとなる。
2020年10月は神戸市バスが一部の時間帯に「菅の台7丁目」を経由するルートで運行。
2021年4月のダイヤ改正で特15系統の一部をS15系統に変更して新道と神和台を経由するルートで運行となり、15系統は5ルートで運行され複雑化している。
車内放送で、神戸市バスは「このバスは、15系統、北須磨高校回り、青山台（名谷駅前）行きです。」と経由地を付けて放送されているが、山陽は2019年5月19日まで「このバスは、15系統、青山台（名谷駅）行きです。」と経由地を付けずに放送されていたが、2019年5月20日の車内放送更新で「このバスは、15系統 奥畑経由、青山台（名谷駅）行きです。」に変更された。
なお、青山台で運用を終えた神戸市バスの車両は、山陽バスの奥畑を経由するルートを回送ルートとして、車庫（落合営業所）へ帰車している。

### 舞子線
舞子線は、主に舞子駅・学園都市駅・朝霧駅を結ぶ路線である。
ほとんどの路線が神戸市バスと共同運行している。
主に1000番台と5000番台の車両を中心に運行されている。なお48系統は垂水・名谷線用の車両、59系統の車両は日によって異なり、1日中1000・5000番台の大型車が運用される場合もあれば、4000番台の中型車のみで運行される場合もある。
なお55系統は2012年3月16日まで山陽バス、神戸市交通局、明石市交通部の全国的に珍しい3社共同運行であった（右写真）。
171系統は神戸市バス、48・191系統は山陽バスのみの運行となっている。
舞子線の神戸市バスは、1981年頃まで「前乗り、後ろ降り」の料金先払い方式であった。舞子線の山陽バスが、1986年頃に「後ろ乗り、前降り」の料金後払い方式に変わるまで、乗降方式が異なっていた。
| 系統 | 開通時期 | 起点       | 経由地 （側面表示機準拠）                     | 終点         | 特記事項 その他 | 行先表示 |
| ---- | -------- | ---------- | --------------------------------------------- | ------------ | --- | --- |
| 48   | 2002年   | 垂水駅     | 星陵高校前 舞子高校前 学が丘                  | 学園都市駅   | 平日朝に垂水駅-学が丘の区間運行あり。 主に垂水・名谷線の車両で運行されるが、平日朝の数便は舞子線車両で運行される。 | - 48 星陵高 舞子高 学園都市駅 - 48 星陵高 舞子高 学が丘 - 48 舞子高 星陵高 垂水駅                                                |
| 50   | 1990年   | 朝霧駅     | 明舞北センター 大門橋                         | 学園都市駅   | すべての便が朝霧駅-学園都市駅を結んでいる。 なお52系統とルートが異なる為、西岡橋は経由しない。 朝霧駅から明舞北センターで明石線と行路が重複するがNicoPaカードは使用できない。 | - 50 学園都市駅 - 50 朝霧駅 |
| 51   | 1961年   | 舞子駅     | 舞子台8 星陵台 県商前 舞子高校前 垂水警察署前 | 学園都市駅   | 神戸市バスは2017年3月まで舞子駅-県商前のみの運行だったが、2017年4月より学園都市駅前まで運行するようになった。 一時期学園都市駅→星陵高校前の直行バスの設定があった。 学園都市駅発の便で、平日朝に学休期運休の便が3本存在する。 1963年から1968年頃まで、2系統の「舞子墓園前」まで運行されていた。 | - 51 県商前 星陵高 学園都市駅 - 51 星陵高校前 - 51 星陵高校前（直行） - 51 星陵高 県商前 舞子駅 - 51 県商前 - 51 舞子駅          |
| 52   | 1965年   | 舞子駅     | 明舞北センター 西岡橋                         | 朝霧駅       | 西岡橋→舞子駅の設定が過去にあったが、現在では存在しない。 朝霧駅から明舞北センターで明石線と行路が重複するがNicoPaカードは使用できない。 | - 52 舞子駅 - 52 朝霧駅 |
| 53   | 1974年   | 舞子駅     | 舞子高校前 学が丘                             | 学園都市駅   | 開通当時は舞子駅前-舞子高校前の運行。 朝に舞子高校前→舞子駅前の便が設定され、他の時間帯には学園都市駅-本多聞7丁目、舞子駅前→学が丘の区間運行がある。 2017年4月より、神戸国際大学附属高等学校への直行便が学系統として運行。但し、平日の舞子駅前発のみの運行で学校発および学園都市駅発の便はない。学校が休日の場合は運行されない。 | - 53 舞子高校 学園都市駅 - 53 舞子高校 舞子駅 - 53 舞子駅 - 53 学が丘 - 53 本多聞7丁目（止り） - 学 神戸国際大学附属高校         |
| 54   | 1960年   | 舞子駅     | 多聞団地センター                              | 学園都市駅   | 神戸市バスによって開通した路線である。山陽バスの運行開始は1963年。 開通当時は舞子駅-舞子ゴルフ場前で神戸市バスとは異なるルートで運行されていた。現在のルートでの共同運行開始は1965年。 学園都市駅→大門橋、舞子駅前-多聞団地センターの区間運行があるが、前者は山陽バスのみの設定で神戸市バスの運行はない。 2013年4月1日より舞子駅前発の54系統において、多聞団地を経由しない便が新設された。なお平日の朝ラッシュ時に4本のみの設定で、舞子駅前→学園都市駅前のみの運行。逆方向である学園都市駅前→舞子駅前の便はない。 | - 54 多聞団地 学園都市駅 - 54 多聞団地 舞子駅 - 54 多聞団地センター(止り) - 54 多聞団地 大門橋(止り) - 54 舞子駅 - 直 学園都市駅 |
| 55   | 1968年   | 朝霧駅     | 明舞センター 神陵台                           | 伊川谷高校前 | 朝霧駅⇔伊川谷高校前の通しての運行は整理券方式、多区間対応設備をもつ車両のみで運行される。 神戸市バスは朝霧駅前-神陵台のみの運行。 神陵台-伊川谷高校前は距離制運賃の適用区間である。 朝霧駅から明舞北センターで明石線と行路が重複するがNicoPaカードは使用できない。 | - 55 朝霧駅 - 55 神陵台 - 55 伊川谷高校前（整理券方式） - 55 朝霧駅 （整理券方式） - 55 明舞北センター（止り）                   |
| 56   | 1989年   | 学園都市駅 | 小束山手2丁目 学園緑が丘 小束山小学校         | 学園都市駅   | 循環路線。 学園都市駅前基準で始発〜13時台発は小束山手2丁目先行、14時台〜21時台発は小束山小学校先行の循環系統として運行される。 2011年3月31日までは、学園都市駅-学園緑が丘（小束山小学校先行）の運行。現在でも学園緑が丘止まりの便自体は存在している。 | - 56 学園都市駅 - 56 学園緑が丘 - 56 学園緑が丘 止                                                                               |
| 59   | 2005年   | 舞子駅     | 星陵台                                        | 垂水駅       | 先述の通り日によって運用される車両が変わるが、基本的には平日は大型車、土休日は4000番台車が使用される。 | - 59 星陵台 舞子駅 - 59 星陵台 垂水駅                                                                                            |
| 121  | 1998年   | 学園都市駅 | 掖済会病院前 西部障害者センター               | 学園都市駅   | 循環路線。ノンステップバス限定運用。 学園都市駅→掖済会病院→大門橋→西部障害者センター→掖済会病院前→学園都市駅前の順に走行する。 2017年3月までは、神戸市バスのみの運行だったが、2017年4月より山陽バスも運行されるようになる。 掖済会病院開業前は舞子高校前を経由し西部障害者センターに至っていた。 | - 循121 西部 障害者センター |
| 161  | 2012年   | 学園都市駅 | 小束台 舞多聞西 舞多聞東 舞多聞口             | 学園都市駅   | 循環路線。 学園都市駅前基準で始発〜13時30分頃までは小束台先行、13時30分頃〜終発は舞多聞先行。 早朝帯の便は小束台始発、終発便は小束台止まりとなっている。 | |
| 171  | 2002年   | 垂水駅     | 学が丘 掖済会病院前                           | 学園都市駅   | 神戸市バスのみの運行。48系統とは異なり掖済会病院前を経由する。 | |
| 191  | 1998年   | 舞子駅     | 西部障害者センター 掖済会病院前               | 舞子駅       | 循環路線。 ノンステップバス限定運用。 神戸市バスとの共同運行であるが、山陽バス単独で運行。 運行開始当初は舞子駅→西部障害者センターの便があった。また当初はワンステップバスも使用されていた。 2020年4月のダイヤ改正から、舞子駅前行きは、多聞東小学校前、舞子高校前を経由する。 | - 191 西部障害者センター 掖済会病院 - 191 舞子駅                                                                                 |

- 48系統・171系統は神戸市バスとの共同運行であるが、神戸市バスが担当する171系統は舞子高校前を経由せず掖済会病院経由で運行されている。経由地の違いから距離も異なり、48系統の7.9kmに対して、171系統は8.2kmとなっている。
- 51・53・54系統の、一部のバス停は1975年～1980年頃にかけて、開発による地名の改称や、沿線にあった学校の移転などで、現在の名称に変更されている。

### 明石線

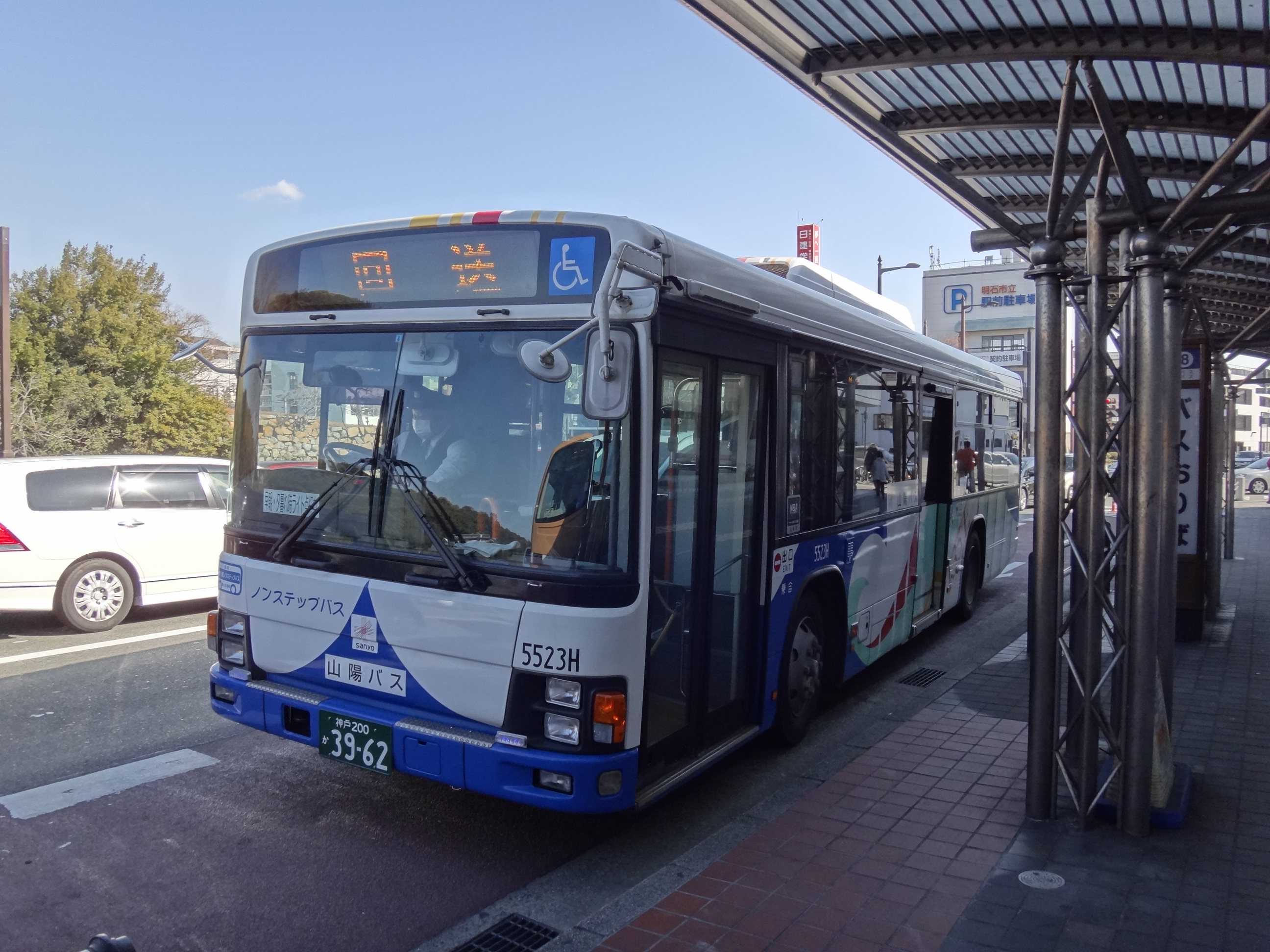
もと明石市交通部でオリジナル塗装のまま運用している山陽バス明石線車両

明石線は、2012年3月16日まで、明石市バスで運行されていた朝霧駅から松が丘・明石駅方面を結んでいた路線である。

明石線と称しているが、現在は松が丘方面を循環する路線として運行されている。
明石市交通部時代の、朝霧線（現：60系統）と団地内線（現：63・64系統）と大蔵線（現：61系統）を引き継いだ。
なお62系統は、山陽バスへ移行の際に新設された路線である。
2021年3月7日まではほとんどの路線でNicoPaカードが使用できたが、朝霧駅から明舞北センターで行路が重複する50・52・55系統では使用できなかった。尚、既に利用終了しているため現在は使用できない。
2012年に明石市交通部からの移譲により、約42年振りに山陽バスが明石駅へ乗り入れた。
明石市交通部から受け継いだ一部のノンステップバスは塗装そのままに当線区で運用されていた。
運行開始当時の僅かな期間は、経由地表記が明石市交通部の表示に合わせ「明舞団地」と表記されていたが、その直後に正規の経由地である「松が丘小」に変更された。
便数は各路線とも1時間に1便のみで運行されているが、路線の重複している神姫バスの便が多く運行されている。
利用客の低迷で、2021年3月末を以って明石駅への乗り入れを終了した。
| 系統        | 起点     | 経由地                                                            | 終点        | 特記事項 その他 | 行き先表示                   |
| ----------- | -------- | ----------------------------------------------------------------- | ----------- | --- | ---------------------------- |
| 63          | 朝霧駅前 | 松が丘小学校前 松が丘5丁目                                        | 松が丘1丁目 | 2017年10月のダイヤ改正から明舞北センター先行のルートが廃止になり往復路線に移行。さらに終点を松が丘1丁目に変更して営業距離を短縮。 朝霧駅発は17時以降に運行される。 午前中松が丘小学校前始発の便がある。 2017年9月まで循環路線。 午前と午後でルートが変わり、午前は明舞北センター先行、午後は松が丘5丁目先行となる。 松が丘5丁目先行の系統は明石市交通部時代には存在しなかった運行系統。                    | - 63 朝霧駅 - 63 松が丘1丁目 |
| 65/66(休止) | 朝霧駅前 | 松が丘5丁目 明舞中央病院 明舞北センター 松が丘小学校前 大蔵谷清水 | 朝霧駅前    | 2017年10月のダイヤ改正による新路線。 63系統の一部を移行し、明舞中央病院を経由するルートに変更して開業した。 循環路線で、65系統が松が丘5丁目先行、66系統が大蔵谷清水先行である。 午前（9時～12時）は65系統、午後（13時～16時）は66系統として運行される特殊な路線である。 便数も1h/1便、4便ずつの運行で、極めて少ない路線。 2019年4月のダイヤ改正で65系統が増便された。2020年4月のダイヤ改正で66系統が休止。 |                              |

- なお各路線共、神姫バスと同じ停留所標柱を使用する。

## 過去・休止中の路線

### 一般路線
- 24・62・67・環系統は、分社後に開業して運行されていた路線である。
- 9・24・60・61・62・67は利用客の低迷などの理由による休止。
- 60・61・70・71・72系統は、元は明石市バスの路線であり、開通時期の表記は山陽バスに移管された年である。

#### 垂水線
| 系統 | 開通時期 | 起点       | 経由バス停                                                         | 終点     | 廃止・休止時期   | 備考 |
| ---- | -------- | ---------- | ------------------------------------------------------------------ | -------- | ---------------- | --- |
| 21   | 1983年   | 垂水鈴木橋 | 堀割 桃山台南口                                                    | 青山台   | 1987年or1988年頃 | 数年間運行されていたが、23系統の新道の開通に伴う経路変更（美山台、福田小学校経由）に伴い廃止された。 |
| 9    | 2007年   | 清水が丘   | 星陵高校前 千代が丘（旧道） 旭が丘                                 | 垂水駅   | 2020年           | 商大筋の新道開業に伴い運行されていた。 垂水駅行きのみ運行。 一部中型車での運行があった。 2020年4月のダイヤ改正により運行休止。 |
| 24   | 2011年   | 垂水東口   | 美山台１丁目 乙木1丁目 塩屋北町 朝谷西公園                         | 垂水東口 | 2021年           | 2011年12月26日開設の循環路線。 2017年3月までは松風台を起終点に運行。同年4月より垂水東口を起終点に延伸。さらに松風台から東へ塩屋北町方面を経路とする30系統と共用するようになった。 これによって運行距離が14.4㎞となり循環路線では最長運行であった。垂水東口へ乗り入れることにより、JRと山陽電気鉄道の垂水駅へ接続された。 美山台1丁目、王居殿３丁目、東垂水公民館前、乙木1丁目停留所は旧来からの神戸市バス57系統の停留所と共用。停留所標柱は共用せず、両社で異なる標柱を使用。 千鳥が丘下 - 垂水東口は57系統と同様に途中の停留所には停車しない。 バスカードや垂水舞子1dayチケットなどのフリー乗車券の類は使用できるがエリア１定期券は使用できない。 中型車両（4000番台）限定運用。 垂水東口乗り場は10・30・57系統と共用。東垂水線として扱われていた。 2021年3月末を以って休止。 |
| 3    | 1936年   | 垂水駅     | 旭が丘 星陵高校前 （商大筋経由）                                   | ゴルフ場 | 2025年           | 山陽バス開業時からの最古路線。垂水駅⇔神戸高商前（現・星陵高校前）で運行開始。 1997年頃までツーマン運行。 土休日を含め朝夕のみの運行（運行本数 平日6本・土休日5本） 2025年3月末で休止。 |
| 環   | 2018年   | 垂水駅     | 旭が丘 星陵高校前 （商大筋経由） 潮見が丘1丁目 ゴルフ場 上高丸団地 | 垂水駅   | 2025年           | 2018年度最初の新規開業路線。経路は3系統のゴルフ場方面行きと4系統の垂水駅方面を組み合わせた循環路線。逆回りの設定はない。但し、運行は20時～21時台のみ（平日）。 2025年3月末で休止。 |

#### 明石線
| 系統 | 開通時期 | 起点             | 経由バス停 | 終点     | 廃止・休止時期 | 備考 |
| ---- | -------- | ---------------- | --- | -------- | -------------- | --- |
| 61   | 2012年   | 明石駅           | 太寺 朝霧2丁目 大蔵海岸公園                                                                                            | 明石駅   | 2019年3月      | 循環路線。元は明石市交通部で運行され、2012年3月17日山陽バスに移管。大蔵海岸先行と太寺先行が毎時各1便ずつ設定されていた。 2019年3月31日を以って休止。 |
| 62   | 2012年   | 明石駅           | 市役所前 大蔵海岸公園 朝霧小学校前 松が丘小学校前                                                                      | 朝霧駅前 | 2020年         | 平日明石駅発最終便は松が丘1丁目止め。 明石市交通部時代には存在しなかった運行経路である。 2020年4月のダイヤ改正でルート変更と系統番号が67に変更。     |
| 60   | 2012年   | 市役所前・明石駅 | 太寺 朝霧2丁目 | 朝霧駅前 | 2021年         | 平日朝に市役所前行き、同夕に市役所前始発の便が僅少ながら設定されている。 2021年4月ダイヤ改正を以て休止。                                             |
| 64   | 2012年   | 朝霧駅前         | 松が丘5丁目 松が丘小学校前 大蔵谷清水                                                                                  | 朝霧駅前 | 2021年         | 循環路線。平日7時台に2便のみ運行される、極めて少ない路線である。 2021年4月ダイヤ改正で65系統に統合された。                                           |
| 67   | 2020年   | 朝霧駅前         | 松が丘4丁目 松が丘5丁目 明舞中央病院(→) 明舞センター(→) 松が丘小学校前(→) 松が丘5丁目 松が丘4丁目 大蔵谷清水 朝霧1丁目 | 明石駅   | 2021年         | 2020年4月1日のダイヤ改正により新設された。それに伴い、62系統と66系統が休止された。 2021年4月ダイヤ改正を以て休止。                                   |

#### 二見線
二見線は、2006年9月まで明石市バスで運行されていた二見人工島方面を結ぶ路線である。
運賃はJR土山駅南口及び西二見岡の上〜人工島内各停留所間は280円で、その他の停留所間は230円。 
午前と午後で人工島内のルートが変わる（午前は東側先行、午後は西側先行）。
車両は、整理券方式、いわゆる多区間対応設備を備える4000番台の垂水・二見線兼用車両と明石線から転用された5000番台の車両が使用されている。
全車ワンステップバス。
先述のSun!Sun!サンヨーパスは使用できない。
2025年3月末で休止。
| 系統 | 開通時期 | 起点         | 経由バス停                             | 終点         | 廃止・休止時期 | 備考 |
| ---- | -------- | ------------ | -------------------------------------- | ------------ | -------------- | --- |
| 71   | 2006年   | JR土山駅南口 | 山陽東二見駅 山陽西二見駅 南二見人工島 | JR土山駅南口 | 2021年         | 昼間午前１本のみ。2021年4月ダイヤ改正を以て休止。                                                         |
| 72   | 2006年   | JR土山駅南口 | 山陽西二見駅                           | 南二見21番   | 2022年         | 午前の土山駅から南二見21番行き1本と午後の南二見21番から西二見行き1本のみ。2022年4月ダイヤ改正を以て休止。 |
| 70   | 2006年   | JR土山駅南口 | 山陽西二見駅 南二見人工島 山陽西二見駅 | JR土山駅南口 | 2025年         | |

#### その他
また、1970年代以前に休廃止された路線は次の通り。
| 路線名 | 開通時期  | 起点   | 経由地        | 終点     | 休止時期  | 廃止時期   | 備考 |
| ------ | --------- | ------ | ------------- | -------- | --------- | ---------- | --- |
| 国道線 | 1943年2月 | 須磨駅 | 垂水駅 明石駅 | 明石港   | 1969年4月 | 1972年3月  | 元来は神明自動車が1929年11月に神戸・明石間で開通させた路線で、神戸市が市内バスを市営に一元化する方針を示したことから、1943年2月16日に須磨以東を神戸市に、以西を山陽電鉄に譲渡したものである。 戦況により一時休止していたが、1947年3月29日に再開した。また、1948年11月には淡路航路利用客の便を図って明石港まで延伸した。 1969年4月7日に休止、1972年3月31日に廃止。 |
| 的形線 | 1954年1月 | 明石駅 | 藤江 東二見   | 的形福泊 | 1969年4月 | 1972年3月  | 明石以西の山陽電車沿線の開発促進のため、1954年1月15日に明石駅・東二見間が開業した。さらに1959年7月10日には東二見・的形福泊間が開業した。 しかし、輸送需要の低調などによって1967年1月15日には藤江・的形福泊間、1969年4月7日には明石駅・藤江間が休止となった。1971年4月15日に藤江・的形福泊間、1972年3月31日に明石駅・藤江間が廃止。                                |
| 山崎線 | 1962年4月 | 網干駅 | 竜野 新宮     | 山崎     | 1967年1月 | 1970年2月  | 電車・バスの連絡運輸のためおよび神姫自動車（現・神姫バス）との共同運行によって他事業者の進出防止を図って、1962年4月19日に開業した。このとき網干営業所が新設されている。開業時は網干駅前・竜野間2往復、網干駅前・山崎間4往復を運行した。 輸送需要僅少と神姫自動車との運行ダイヤなどで問題があったため、1967年1月15日に休止、1970年2月3日に廃止。                   |
| 西脇線 | 1963年2月 | 明石駅 | 三木 小野 社  | 西脇     | 1971年7月 | 1974年10月 | 山崎線と同様の目的で1963年2月1日に開業した路線である。開業時は明石駅前・西脇間4往復を運行した。 山崎線と同様の理由により1971年7月1日に休止、1974年10月31日に廃止。 |

### 明石市コミュニティバス（Tacoバス）
第7ルート･西江井ヶ島ルート(2020年3月末に撤退)
JR魚住駅南口→山陽魚住駅→西江井ヶ島病院→江井ヶ島綜合市場→江井島中学校→長坂寺南→JR魚住駅南口
第10ルート･青葉台ルート(2019年3月末に撤退)
JR魚住駅北口→長池→青葉台→守池住宅→魚住小学校→魚住市民センター→JR魚住駅北口
第11ルート･清水ルート(2019年3月末に撤退)
JR魚住駅北口→魚住市民センター→明石ヶ丘南→魚住中学校→清水西口→浜西→魚住市民センター→JR魚住駅北口
第15ルート･二見ルート(2019年3月末に撤退)
JR魚住駅南口→山陽魚住駅→ふれあいプラザあかし西→二見市民センター→山陽西二見駅→二見市民センター→ふれあいプラザあかし西→山陽魚住駅→JR魚住駅南口

### その他
三井アウトレットモール マリンピア神戸 無料シャトルバス
- 垂水駅西口 - 三井アウトレットパーク マリンピア神戸
  - 三井アウトレットパーク マリンピア神戸がチャーターする形で運行。
  - 土曜・日曜・祝日、及びイベント開催時に運行。4000番台のMT車限定運用だが稀に大型車が使用されることもある。
  - 以前は平日：毎時2本、土休日：毎時4本設定されていたが、2021年1月4日以降平日・土休日共に毎時2本のダイヤに減便された。

須磨桜めぐりバス
- 須磨浦公園-須磨寺公園-須磨離宮公園-妙法寺公園-須磨離宮公園-須磨寺公園-須磨浦公園　の順に運行された。
  - 2012年4月と2013年4月の一部土日のみ運行で、運賃は無料だった。
  - 2016年春と2017年春（4/1～4/9）の桜シーズンは、須磨浦公園-須磨寺公園-須磨離宮公園-須磨浦公園　の循環便と、須磨浦公園-須磨寺公園-須磨浦公園　のシャトル便が運行された。

### 高速バス路線

#### 休止路線
- 明石海峡大橋シャトル便
  - 高速舞子 - 道の駅あわじ（一部便のみ）・岩屋ポート・淡路夢舞台（一部便のみ）
  - 淡路島内間の乗車は不可。
  - 共同運行：淡路交通・神姫バス・本四海峡バス
  - 2009年4月1日より運行休止中

- すだち90
  - 学園都市駅・高速舞子 - 鳴門公園口（徳島行のみ停車）・高速鳴門・松茂（徳島とくとくターミナル）・工業団地・徳島大学前・徳島駅前
  - 学園都市駅 - 高速舞子間、鳴門公園口 - 徳島駅前間の乗車は不可。
  - 共同運行：徳島バス（愛称：エディ）2010年3月末で事実上廃止。学園都市駅より（高速）舞子へ行く場合、神戸市バス・山陽バスの舞子線の利用となる。

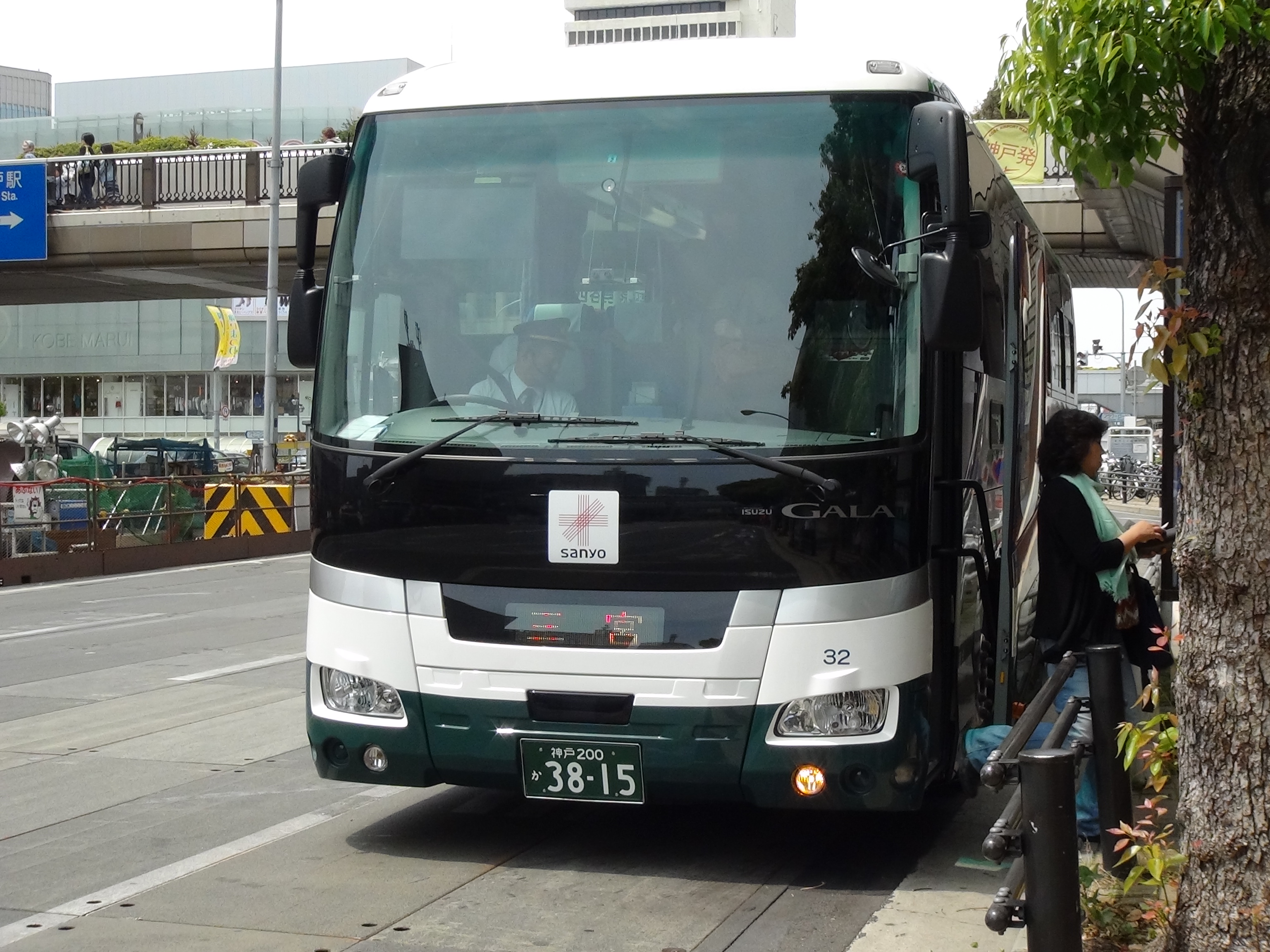
三宮に到着した高速路線用車両

  - 2010年4月1日より運行休止中

垂水区内 - 三宮線
垂水区内より三宮へ直接アクセスする路線である。大門橋を起点とし、桃山台南口まで垂水区内を走行した後に第二神明道路・阪神高速3号神戸線経由で神戸三宮もしくは三宮東を終点としている。
2018年10月5日以前は舞子高校線と多聞団地線に分かれていた。
運転士の不足などで運営が厳しくなり2025年1月に減便ダイヤを実施。2025年3月末を以って休止。
- 舞子高校線
  - 2004年7月26日開業[41]。
  - （清水が丘・清水が丘1丁目・舞子墓園前・）大門橋・かきつばた多聞寺・多聞台中央公園・本多聞2丁目南・本多聞中学校前・新多聞・舞子高校前・（平日昼間時間帯の一部便のみ学園南小束台・舞多聞口・）学が丘・木工センター・東多聞・中山西口・中山（学が丘・舞子高校前行きのみ）・つつじが丘・つつじが丘2丁目・つつじが丘3丁目・桃山台3丁目・桃山台・桃山台南口 - （第二神明道路・阪神高速3号神戸線、左記道路渋滞時は山麓バイパス経由） - 神戸三宮もしくは三宮東（2020年11月24日まで神戸空港⇒海上アクセスターミナルまで運行されていた。）
  - 神戸空港行きは清水が丘始発の早朝１本のみであった。
  - 2013年のダイヤ改正において、朝ラッシュに三宮東行きの便が設定された[注 62]。
  - 2016年5月16日のダイヤ改正において、平日のみ学園南小束台・舞多聞口発着便が新設されるとともに、学園南小束台付近にパーク＆ライド駐車場が開設された（2023年1月現在、学園南小束台・舞多聞口発着は廃止）。
  - 神戸空港発着便（1日各1本ずつ）はいずれも、神戸空港⇒海上アクセスターミナル の順に停車。
  - 神戸空港・三宮発は学が丘・舞子高校前・本多聞2丁目南・大門橋・舞多聞口・学園南小束台）行き。
  - 垂水区内のみ、及び三宮 - 神戸空港間の乗車は不可。
  - 開業当初は、学が丘-三宮で、一般車両[注 63]で運行されていた。
- 多聞団地線
  - 2007年3月31日開業[42]。
  - 大門橋・かきつばた多聞寺・多聞台中央公園・水道局垂水センター前・本多聞中学校前・新多聞・学が丘1丁目・本多聞6丁目（大門橋行きのみ） - （第二神明道路・阪神高速3号神戸線） - 神戸三宮
  - 垂水区内のみの乗車は不可。
  - 舞子高校線と同じく、2013年のダイヤ改正において、朝ラッシュに三宮東行きの便が設定された[注 62]。

#### 共同運行撤退路線
- 学園都市 - 洲本線
  - 路線愛称はおにおん60
  - 学園都市駅・高速舞子 - 淡路IC・東浦IC・本四仁井・北淡IC・遠田・津名港・志筑・津名臨海公園・ワールドパークおのころ・洲本バスセンター
  - 平日・学園都市7:10発の便については淡路ICから遠田までの停留所は通過する。
  - 学園都市駅 - 高速舞子間、淡路IC - 洲本バスセンター間の乗車は不可。
  - 共同運行：淡路交通（愛称：AWAJI EXPRESS）
  - 2020年4月1日より山陽バスから神姫バスに変更された。

- 神戸・大阪・京都 - 東京（立川）線 |  |
  - 路線愛称はレッツ号
  - 神戸三宮（ミント神戸）・湊町バスターミナル（OCAT）・なんば高速バスターミナル・京都駅八条口・橋本駅南口・昭島駅・立川駅北口・パレスホテル立川・玉川上水駅
  - 相模原・東京都内、及び京阪神間のみの乗車は不可。
  - 共同運行:南海バス
  - 2023年12月4日付けで運行を休止し撤退[43]。南海バスの単独運行となる。

- 三宮 - 徳島線
  - 路線愛称は すだち120
  - 神姫バス三ノ宮バスターミナル（徳島行きのみ）・阪神神戸三宮・高速舞子 - 鳴門公園口（徳島行のみ停車）・高速鳴門・松茂（徳島とくとくターミナル）・徳島駅前
  - 共同運行：神姫バス（愛称：ハーバーライナー）・阪神バス（愛称：サラダエクスプレス）・徳島バス（愛称：エディ）
  - 2022年3月末で山陽バスの運行を休止。徳島バス、阪神バス、神姫バスの3社体制となる。

- 三ノ宮 - 阿波池田線
  - 路線愛称は阿波やまびこライナー
  - 神姫バス三ノ宮バスターミナル・学園都市駅前・高速舞子 - 鳴門西PA・板野・上板SA・土成IC・阿波PA・脇町IC・美馬IC・吉野川SA・阿波池田駅・井川（四交前）
  - 三ノ宮バスターミナル - 高速舞子間、鳴門西PA - 井川（四交前）間の乗車は不可。
  - 共同運行:神姫バス（愛称：ハーバーライナー）・四国交通（愛称：しこくさぶろうエディ）※2016年10月1日から、山陽バス運行便は休止となり、乗車券発売のみ。
  - 2016年9月末で山陽バスの運行を休止。

#### 過去に運行されていた高速バス路線
- いずれも山陽電気鉄道時代に運行されていた路線である。
  - レッツ号 神戸・姫路 - 熊本（熊本電気鉄道と共同運行、1998年3月30日廃止）
  - 【昼行便】神戸 - 立川（山陽電気鉄道の単独運行、期間限定でふそう・エアロバスの4列トイレ付き車両で運行されていた、ルートは「レッツ号」と同様）